# Olivadi
Olivadi är en ort och kommun i provinsen Catanzaro i regionen Kalabrien i Italien. Kommunen hade 524 invånare (2018).